# NGC 1037
NGC 1037 este o galaxie situată în constelația Balena. A fost descoperită în  de către Lewis A. Swift. Se află la o distanță de 104,71 megaparseci de Pământ.